# Puchar świata w futbolu flagowym
Puchar Świata w futbolu flagowym – coroczne mistrzostwa w futbolu flagowym organizowane przez założoną w 2000 roku International Federation of Flag Football (IFFF) i rozgrywane w latach 2000–2009, mające na celu wyłonienie najlepszej drużyny w tej dyscyplinie sportowej. Mężczyźni startowali drużynach złożonych z 9 zawodników, kobiety zaś w drużynach złożonych z 7 zawodniczek. W zawodach mężczyzn uczestniczyło 15 stałych reprezentacji: Argentyna, Austria, Bahamy, Brazylia, Kanada, Kajmany, Anglia, Finlandia, Francja, Niemcy, Izrael, Meksyk, Urugwaj, Stany Zjednoczone i Wenezuela.

## Edycje Pucharu Świata w futbolu flagowym

### Mężczyźni – 9 na 9
| Rok  |                   |                   |                              | Gospodarz    |
| ---- | ----------------- | ----------------- | ---------------------------- | ------------ |
| 2000 | Stany Zjednoczone | Kanada            | Argentyna                    | Cancún       |
| 2001 | Stany Zjednoczone | Kanada            | Urugwaj                      | Cocoa        |
| 2002 | Stany Zjednoczone | Kanada            | Meksyk                       | Davie        |
| 2003 | Stany Zjednoczone | Meksyk            | Kanada                       | Freeport     |
| 2004 | Kanada            | Stany Zjednoczone | Kajmany                      | Puerto Plata |
| 2005 | Stany Zjednoczone | Kanada            | Kajmany / Saint Croix        | Miami        |
| 2006 | Meksyk            | Saint Croix       | Kajmany / Stany Zjednoczone  | Panama City  |
| 2007 | Saint Croix       | Meksyk            | Honduras / Stany Zjednoczone | Panama City  |
| 2008 | Stany Zjednoczone | Kajmany           | Saint Croix / Meksyk         | San José     |
| 2009 | Stany Zjednoczone | Meksyk            | Kanada / Kajmany             | San Diego    |
| 2010 | —                 | —                 | —                            | —            |

### Kobiety – 7 na 7
| Rok  |                   |                   |                    | Gospodarz    |
| ---- | ----------------- | ----------------- | ------------------ | ------------ |
| 2000 | Meksyk            | Stany Zjednoczone | —                  | Cancún       |
| 2001 | Meksyk            | Stany Zjednoczone | Kanada             | Cocoa        |
| 2002 | Meksyk            | Kanada            | Stany Zjednoczone  | Davie        |
| 2003 | Meksyk            | Kanada            | Stany Zjednoczone  | Freeport     |
| 2004 | Stany Zjednoczone | Kanada            | Wenezuela          | Puerto Plata |
| 2005 | Meksyk            | Stany Zjednoczone | Kanada / Wenezuela | Miami        |
| 2006 | Meksyk            | Kanada            | Stany Zjednoczone  | Panama City  |
| 2007 | Kanada            | Stany Zjednoczone | Honduras           | Panama City  |